# Linaria linaria
Linaria linaria là một loài thực vật có hoa trong họ Mã đề. Loài này được (L.) H. Karst. mô tả khoa học đầu tiên năm 1882.